# Эстебан Ангуита, Хулио
Хулио Эстебан Ангуита (исп. Julio Esteban Anguita; 18 марта 1906, Шанхай — 6 декабря 1987, Пальма-де-Майорка) — филиппинский пианист и музыкальный педагог.
Вырос и получил музыкальное образование в Барселоне. С 1925 г. работал на Филиппинах, преподавал в Коллегии Святого Иоанна Латеранского в Маниле, в 1933 г. получил степень бакалавра в Университете Филиппин, затем вернулся в Барселону, где получил диплом магистра. Продолжая работу на Филиппинах, Хулио Эстебан около 20 лет преподавал в Университете Филиппин, Филиппинском женском университете и Католическом университете Филиппин (в годы Второй мировой войны директор его консерватории). Концертировал как солист, в дуэте с пианистом Енё Такачем, вместе со скрипачом Эрнесто Вальехо, аккомпанировал азиатскому турне певицы Элен Траубель. С конца 1930-х гг. выступал как пианист на радиостанции DZRH и как кинокомпозитор (в частности, в фильмах режиссёра Херардо де Леона). В 1950 г. стал первым лауреатом Премии Марии Клары за музыку к кинофильму.
В середине 1950-х перебрался в США, преподавал в Консерватории Пибоди, куда за ним последовал и его манильский ученик Рейнальдо Рейес. Под редакцией Эстебана опубликованы «Технические упражнения» Ференца Листа.